# 昂韦维尔
昂韦维尔（法語：Anvéville，法語發音：[ɑ̃vevil]）是法国滨海塞纳省的一个市镇，属于鲁昂区。

## 地理
昂韦维尔（49°41'56"N, 0°44'18"E）面积4.23 平方千米，位于法国诺曼底大区滨海塞纳省，该省份为法国北部沿海省份，其西部及北部濒大西洋英吉利海峡，东起顺时针与索姆省、瓦兹省、厄尔省和卡爾瓦多斯省接壤。
与昂韦维尔接壤的市镇（或旧市镇、城区）包括：埃图特维尔、欧托圣叙尔皮斯、科地区埃里库尔。

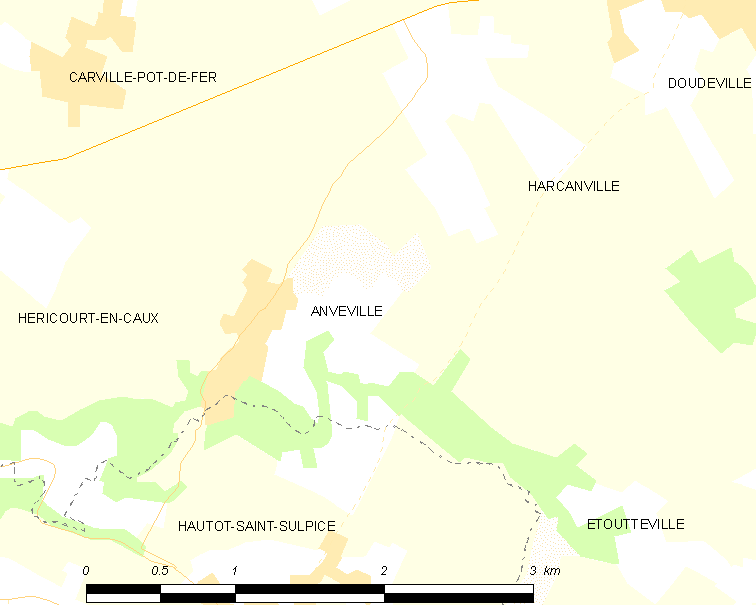
昂韦维尔的OSM定位图

昂韦维尔的时区为UTC+01:00、UTC+02:00（夏令时）。

## 行政
昂韦维尔的邮政编码为76560，INSEE市镇编码为76023。

## 政治
昂韦维尔所属的省级选区为伊沃托县。

## 人口

1962-2008年间昂韦维尔人口变化图示

昂韦维尔于2022年1月1日时的人口数量为298人。